# برية سين

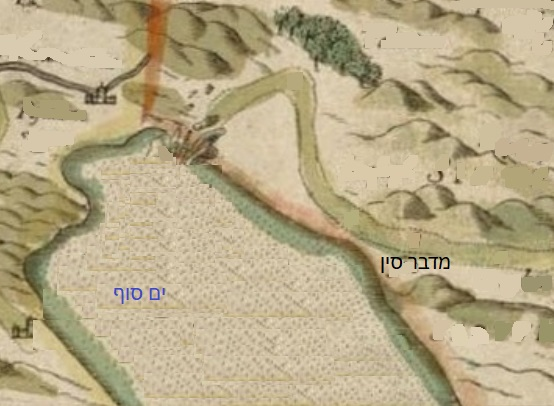
برية سين

برية سين أو صحراء سين (بالعبرية: מִדְבַּר סִין‏) هي منطقة جغرافية مذكورة في الكتاب المقدس العبري تقع بين إيليم وجبل سيناء. يشك علماء الكتاب المقدس في أن اسم سين هنا يشير إلى سين إله القمر عند السومريين، الذي كان يعبد على نطاق واسع في جميع أنحاء محيط شبه الجزيرة العربيةوبلاد الشام، وبلاد الرافدين.
برية سين هي أول برية وصل إليها العبرانيون بعد أن عبروا البحر الأحمر من إيليم، ثم ارتحلوا بعدها إلى رفيديم. وفي برية سين دعا موسى ربه فأنزل على بني إسرائيل المن والسلوى كطعام لهم بعد استنفاذهم كل الطعام الذي كان لديهم.